# 秩父鉄道ヨ10形貨車
秩父鉄道ヨ10形貨車（ちちぶてつどうヨ10がたかしゃ）は、秩父鉄道がかつて所有した事業用貨車（車掌車）である。

## 概要
1968年（昭和43年）より投入が開始された車掌車。全車9両（ヨ11 - ヨ19）がヲキ1形貨車を改造したもの。ヲキ1形の台車や台枠をそのまま流用しているため、緩急車では珍しいボギー車となっている。また、車掌室を片エンドに寄せたため、L字型の車体となっており、ヲキ由来の幅の狭い台枠とあわせて、非常に特異な形状となっている。
1987年（昭和62年）9月に緩急車連結廃止に伴って用途を失い、翌年の3月に廃車となった。

## 保存車
三峰口駅に併設された秩父鉄道車両公園にヨ15が静態保存されていた。（現在では解体撤去された）

## 主要諸元
- 全長：7,470 mm
- 全幅：2,510 mm
- 全高：3,150 mm
- 重量：11.2 t
- 制動機：空気ブレーキ、手用ブレーキ
- 連結器：柴田式自動連結器